# كريستيان ألفاريز
كريستيان ألفاريز (بالإسبانية: Kristian Álvarez)‏ (20 أبريل 1992 المكسيك - ) هو لاعب كرة قدم مكسيكي يلعب كمدافع.

## روابط خارجية
- كريستيان ألفاريز على موقع الاتحاد الدولي (مؤرشف)  (الإنجليزية)
- كريستيان ألفاريز على موقع إي إس بي إن إف سي (الإنجليزية)
- كريستيان ألفاريز على موقع قاعدة بيانات كرة القدم.إي يو (الإنجليزية)
- كريستيان ألفاريز على موقع Soccerway.com (الإنجليزية)
- كريستيان ألفاريز على موقع عالم كرة القدم.نت (الإنجليزية)
- كريستيان ألفاريز على موقع AS.com (الإسبانية)